# Fuente de alimentación

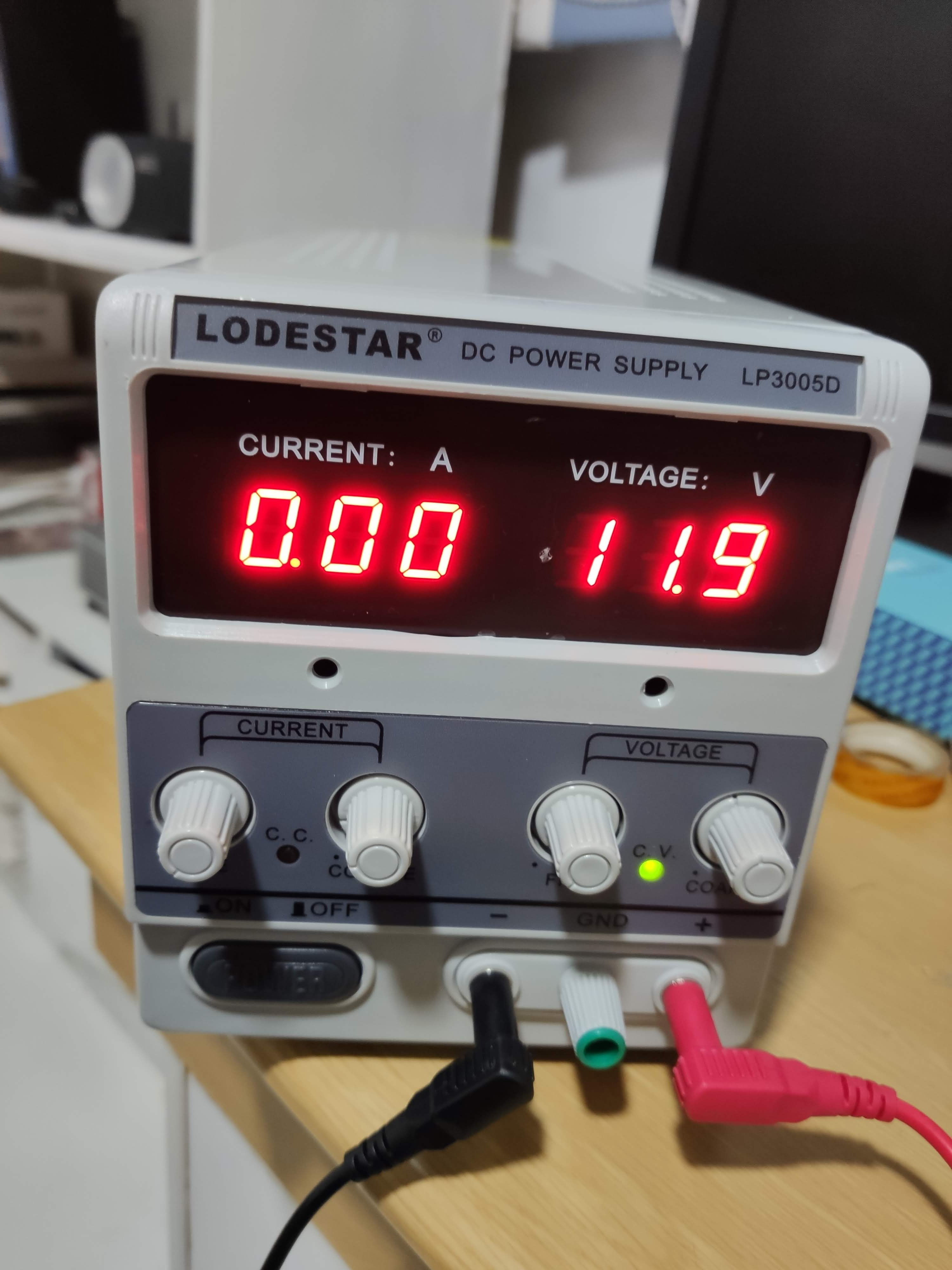
Fuente de alimentación de propósito general

En electrónica, la fuente de alimentación o fuente de potencia es el dispositivo que convierte la corriente alterna (CA), en una o varias corrientes continuas (CC), que alimentan los distintos circuitos del aparato electrónico al que se conecta (computadora, televisor, impresora, router, etc).
En inglés se conoce como power supply unit (PSU), que literalmente traducido significa: unidad de fuente de alimentación, refiriéndose a la fuente de energía eléctrica.

## Clasificación
Las fuentes de alimentación para dispositivos electrónicos, pueden clasificarse básicamente como fuentes de alimentación lineales y conmutadas. Las lineales tienen un diseño relativamente simple, que puede llegar a ser más complejo cuanto mayor es la corriente que deben suministrar, sin embargo su regulación de tensión es poco eficiente. Una fuente conmutada, de la misma potencia que una lineal, será más pequeña y normalmente más eficiente pero será más compleja y por tanto más susceptible a averías.

### Fuentes de alimentación lineales

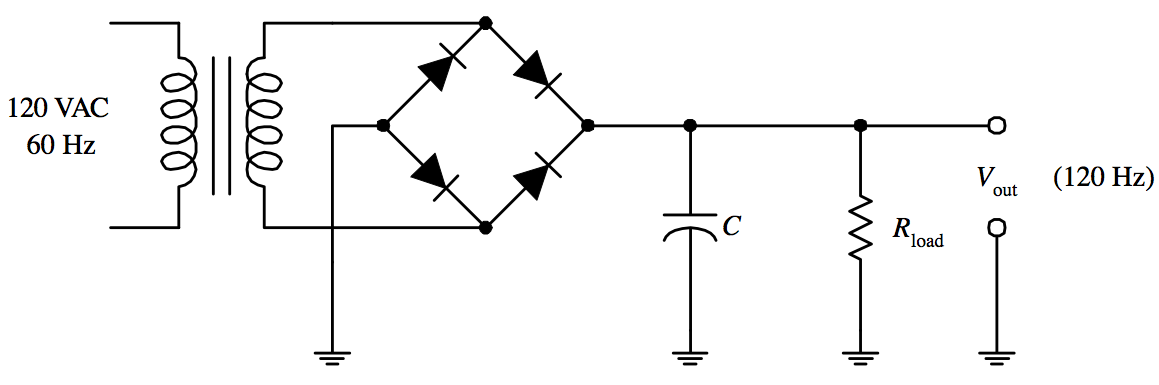
Esquema básico de fuente de alimentación lineal

### Fuentes de alimentación conmutadas

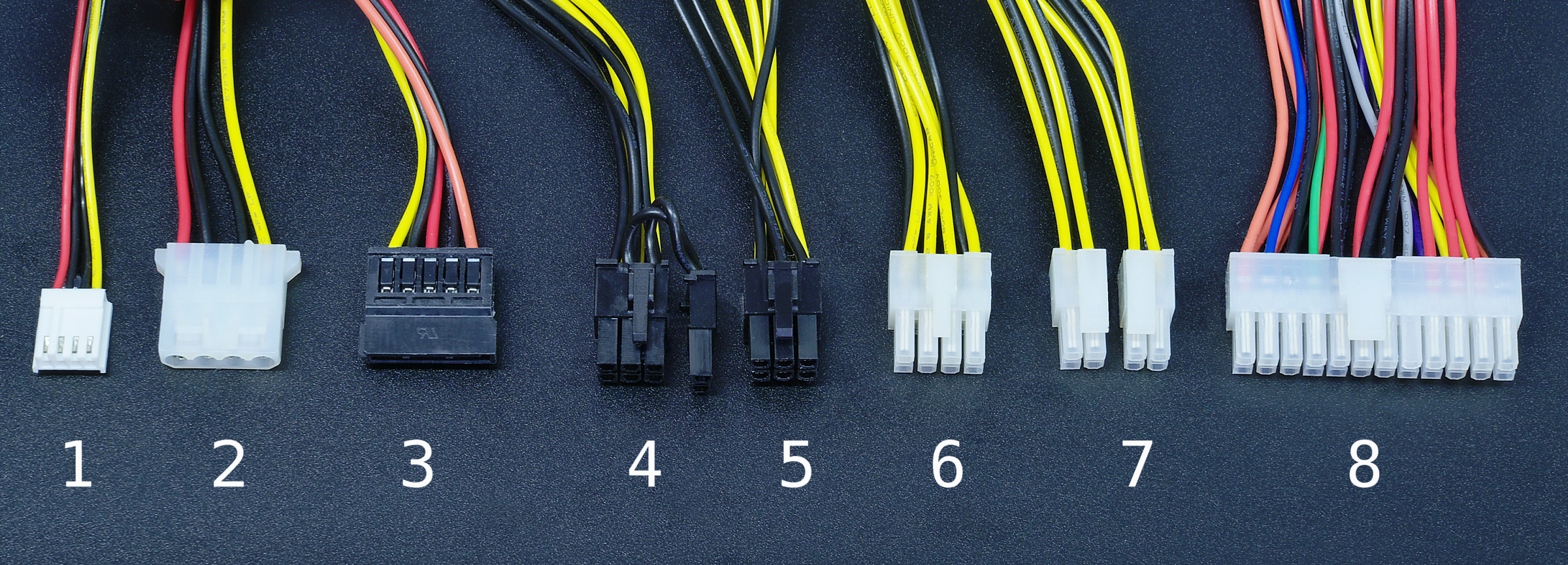
Conectores de la fuente de alimentación ATX2 para PC:
(1) mini molex para FDD.
(2) Molex universal: para dispositivos IDE, HDD y unidad de disco óptico.
(3) para dispositivos SATA.
(4) para tarjetas gráficas de 8 pines, separable para 6 pines.
(5) para tarjeta gráfica de 6 pines.
(6) para placa base de 8 pines.
(7) para CPU P4, combinado para el conector de la placa base de 8 pines a 12V.
(8) ATX2 de 24 pines.

#### Adaptador de CA

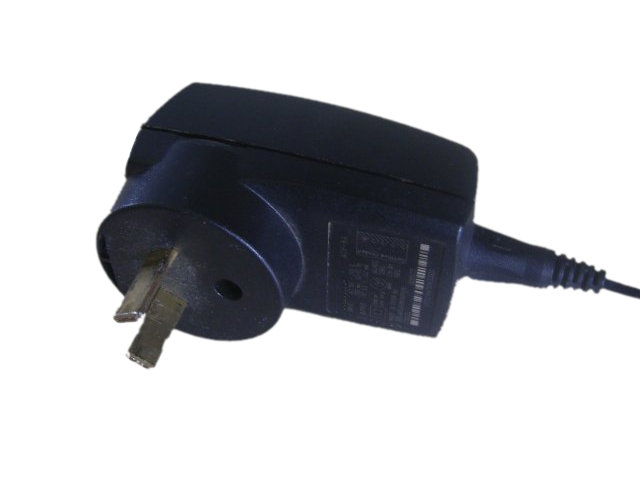
Cargador de teléfono móvil de modo conmutado

### Fuente de alimentación programable

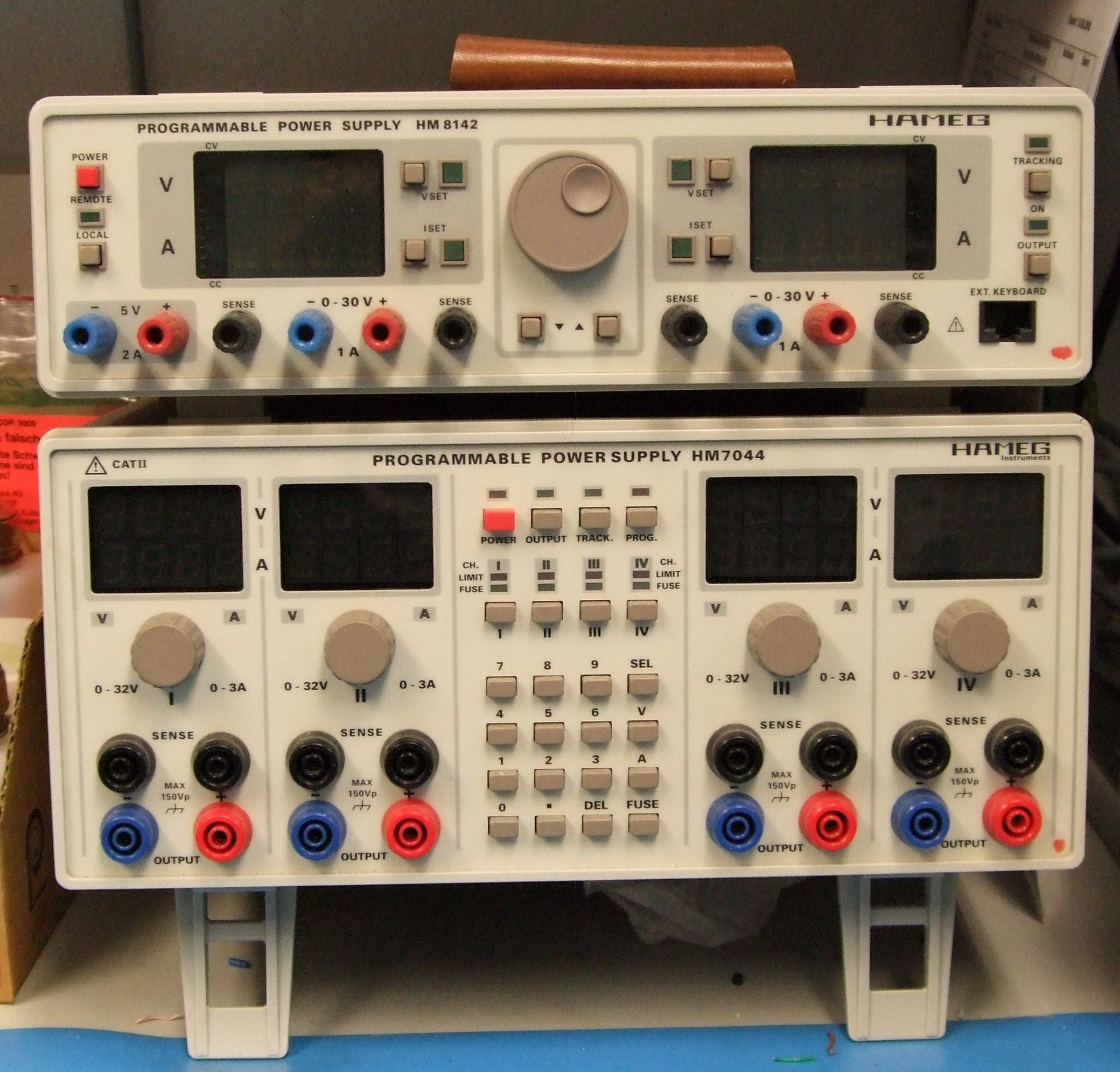
Fuentes de alimentación programables

## Fotogalería

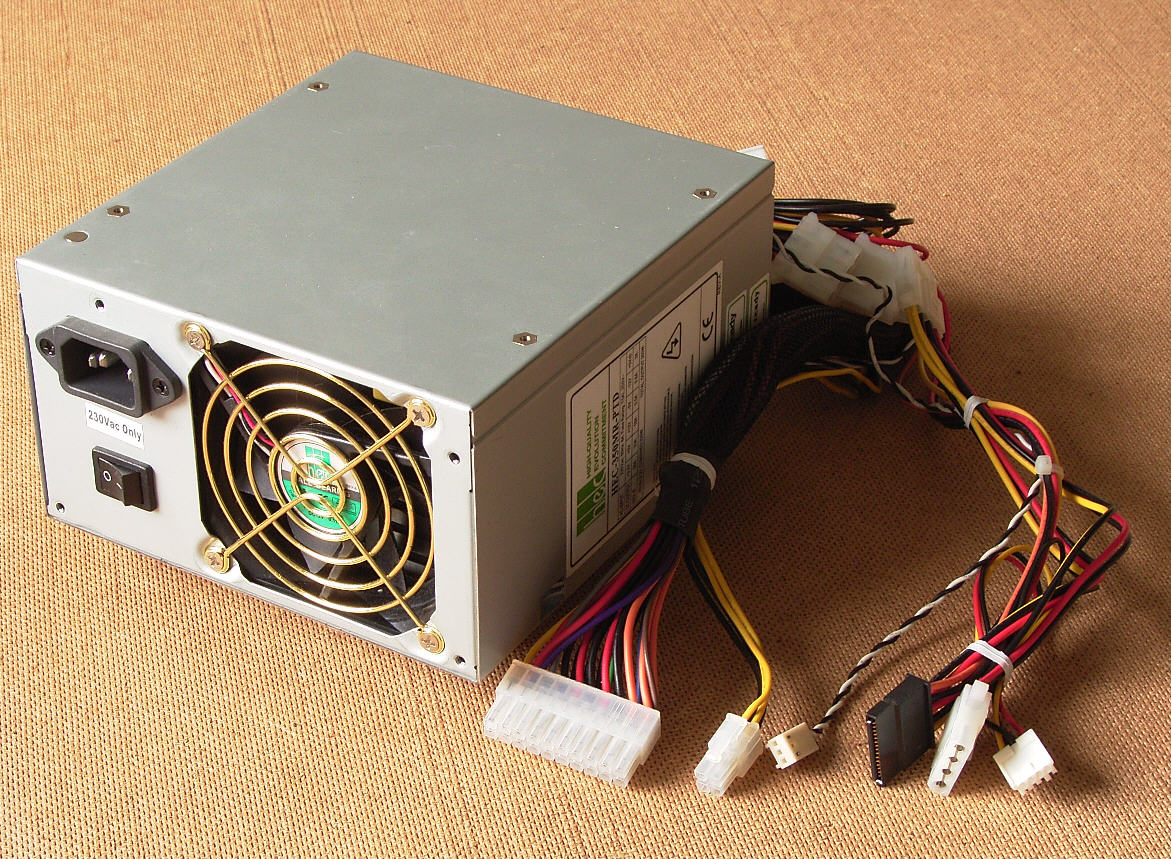
Fuente de alimentación para PC, formato ATX.
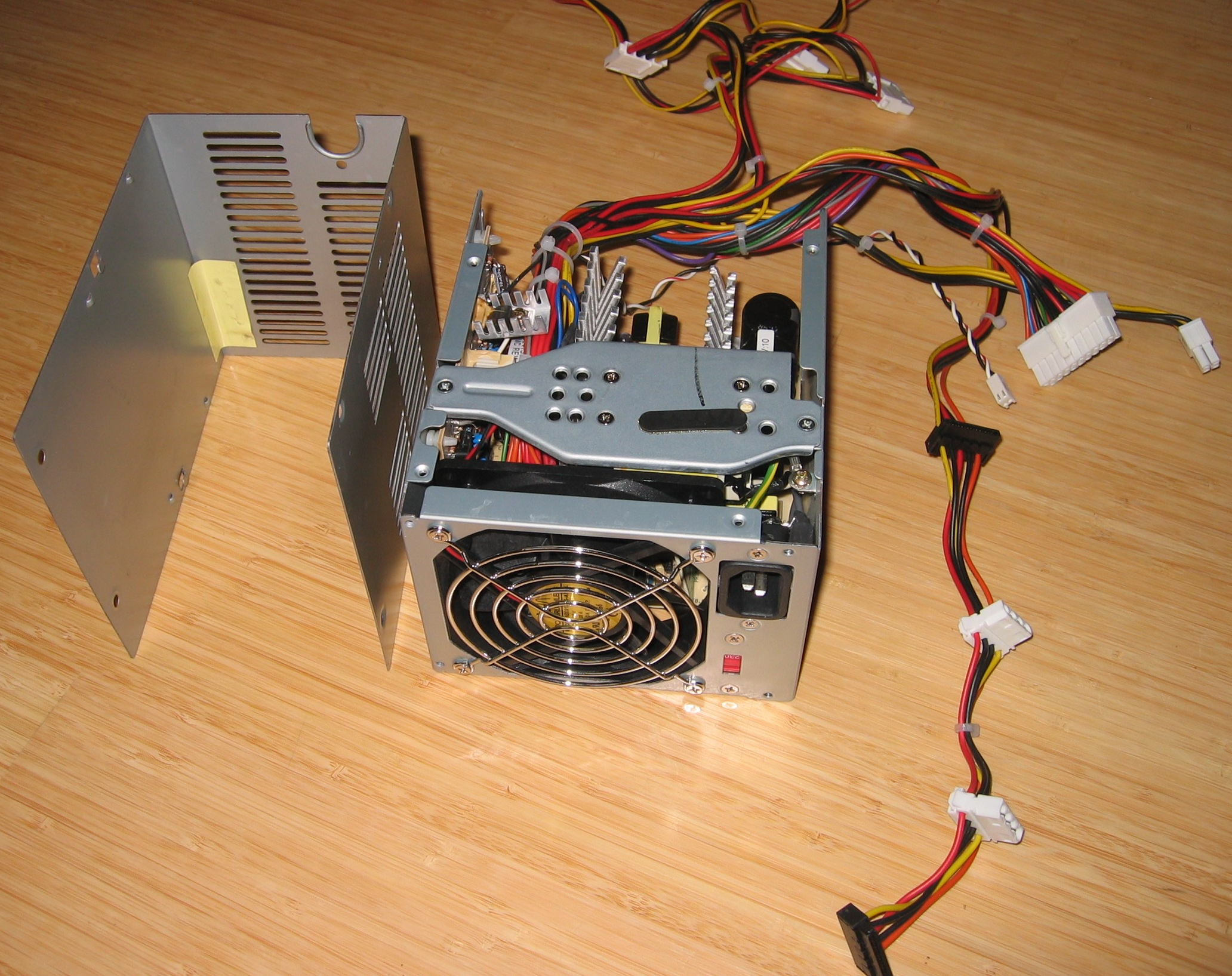
Fuente de alimentación para PC formato ATX (sin cubierta superior, para mostrar su interior).
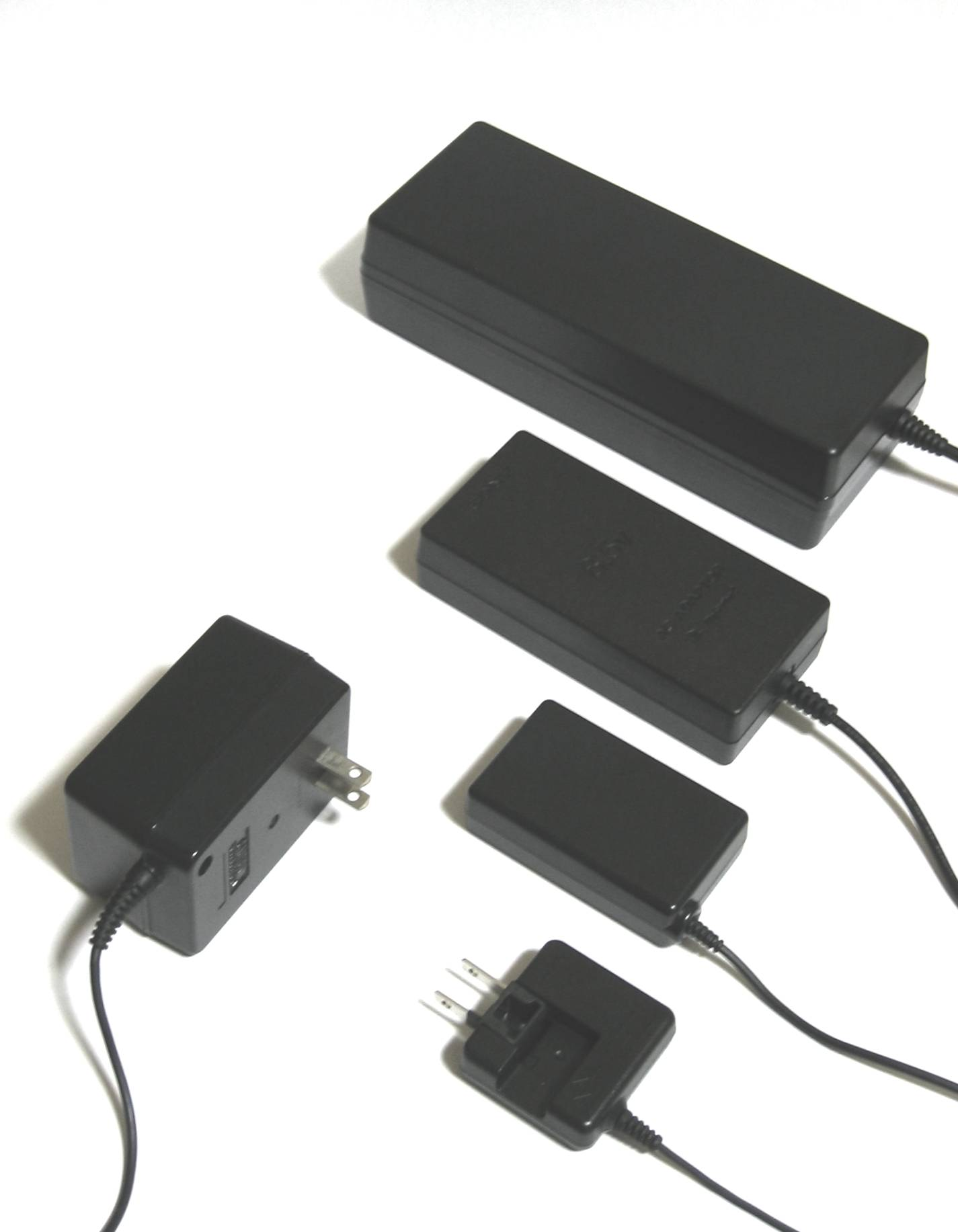
Fuentes de alimentación externas.
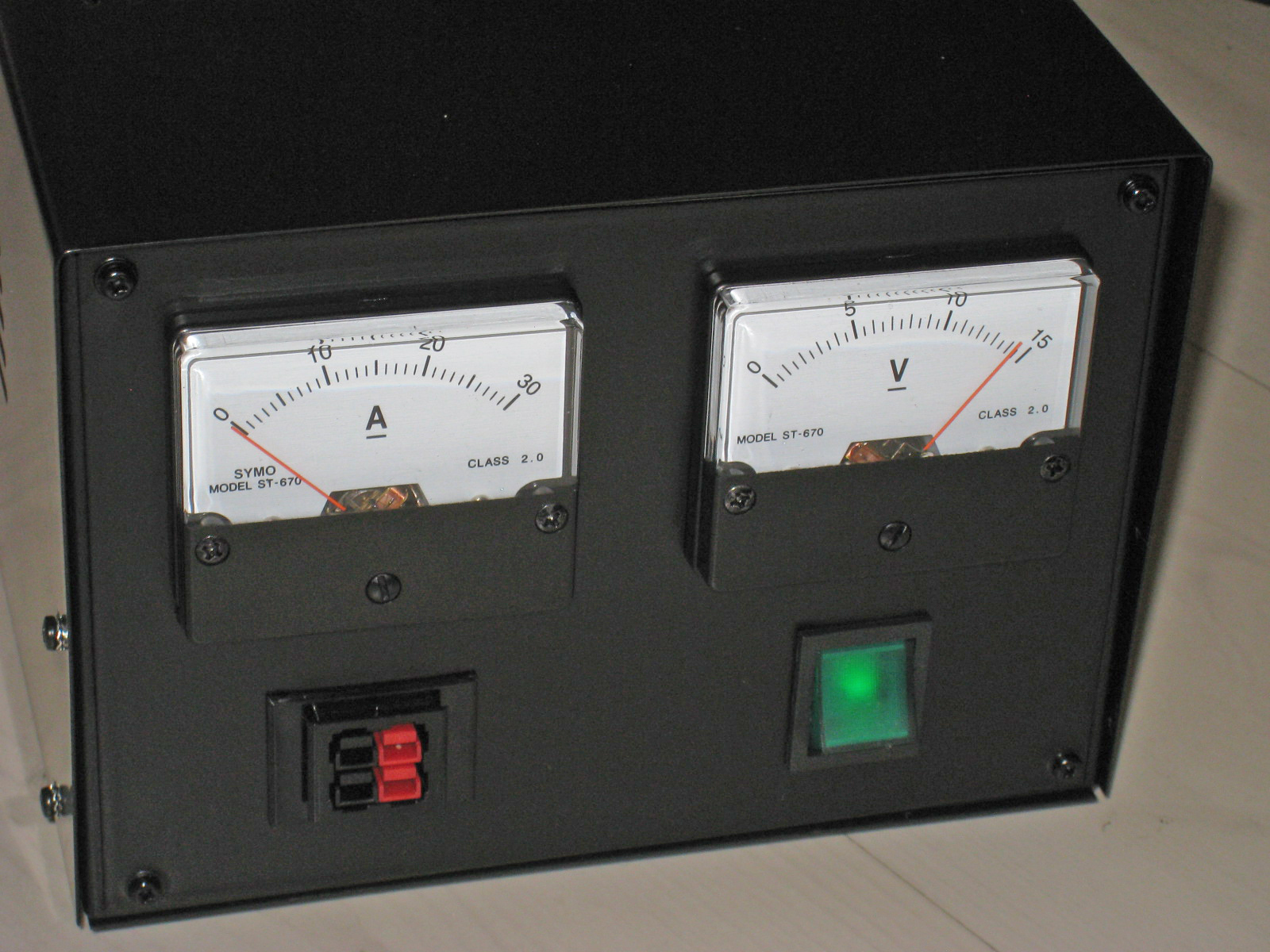
Fuente de alimentación de propósito general con indicadores analógicos